# Saint-Amarin
Saint-Amarin est une commune française située dans l'aire d'attraction de Mulhouse et faisant partie de la Collectivité européenne d'Alsace (circonscription administrative du Haut-Rhin), en région Grand Est.
Cette commune se trouve dans la région historique et culturelle d'Alsace.
Ses habitants sont appelés les Saint-Amarinois et les Saint-Amarinoises.

## Géographie

### Localisation
Saint-Amarin (Sankt-Amàri en alsacien) est située à 412,07 mètres au-dessus du niveau moyen de la mer à Marseille, l'altitude minimale étant de 395 mètres à la sortie de la Thur, en amont de l'église Saint-Joseph-Artisan de Malmerspach et l'altitude maximale étant de 1 345 mètres, en léger contrebas du sommet du Storkenkopf. La petite ville se situe à 9 km au nord-ouest de Thann dans le département du Haut-Rhin (68). Elle se situe dans les Hautes Vosges cristallines, près du département des Vosges, dans la vallée de la Thur. Cette vallée est une ancestrale voie de passage entre la plaine d'Alsace (Mulhouse) et la haute vallée de la Moselle (Bussang, Remiremont), déjà utilisée du temps des Romains pour atteindre Trèves, mais aussi les vallées de la Moselotte (La Bresse) et la Vologne (Gérardmer). Néanmoins, de nos jours, la congestion de la route (RN 66) la traversant reste un problème conséquent.
Les communes limitrophes sont  Geishouse, Lautenbachzell, Malmerspach, Mitzach, Moosch et Ranspach.
| Ranspach | Lautenbachzell |           |
|          | Saint-Amarin   | Geishouse |
| Mitzach  | Malmerspach    | Moosch    |

C'est une des 188 communes du parc naturel régional des Ballons des Vosges.

### Lieux-dits et écarts
- Le Vogelbach et le Hintervogelbach sur la rive droite amont de la rivière Vogelbach. Le Hintervogelbach est une zone d'ancien peuplement de fermes isolées sur les pentes reculées du vallon.
- Le Fistelhaeuser, en face du Vogelbach, dominant la rive gauche de la rivière Vogelbach d'une trentaine de mètres pour le moins.
- Le Herrenwald dominant le village par l'est.
- Le Stockenmatt, quartier au-delà de la carrière, vers le nord-ouest.
- Le Meerbaechel, ferme-auberge dominant le vallon du Vogelbach et le village par le nord, à près de 700 mètres d'altitude[3].
- La Vue des Alpes est un écart de la commune, regroupant quelques maisons agglomérées à la commune de Geishouse.
- Le Hirschenbach, vallon boisé inhabité au pied du bûcher de la Saint-Jean (Fàckel en alsacien).
- Le Mordfeldloch, arrière vallon inhabité de la rivière Vogelbach.

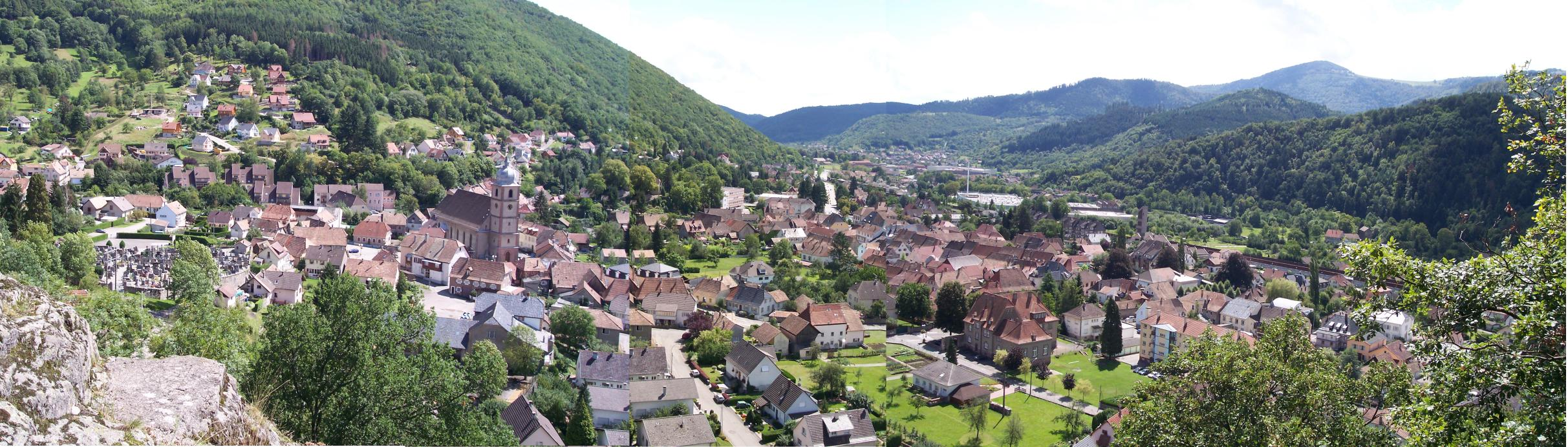
Panorama de la ville de Saint-Amarin dans la vallée de la Thur, vue vers l'aval. De gauche à droite, le cimetière, l'église, le musée Serret (au premier plan) et la voie ferrée. Au fond le massif du Thanner Hubel.

### Hydrographie

#### Réseau hydrographique

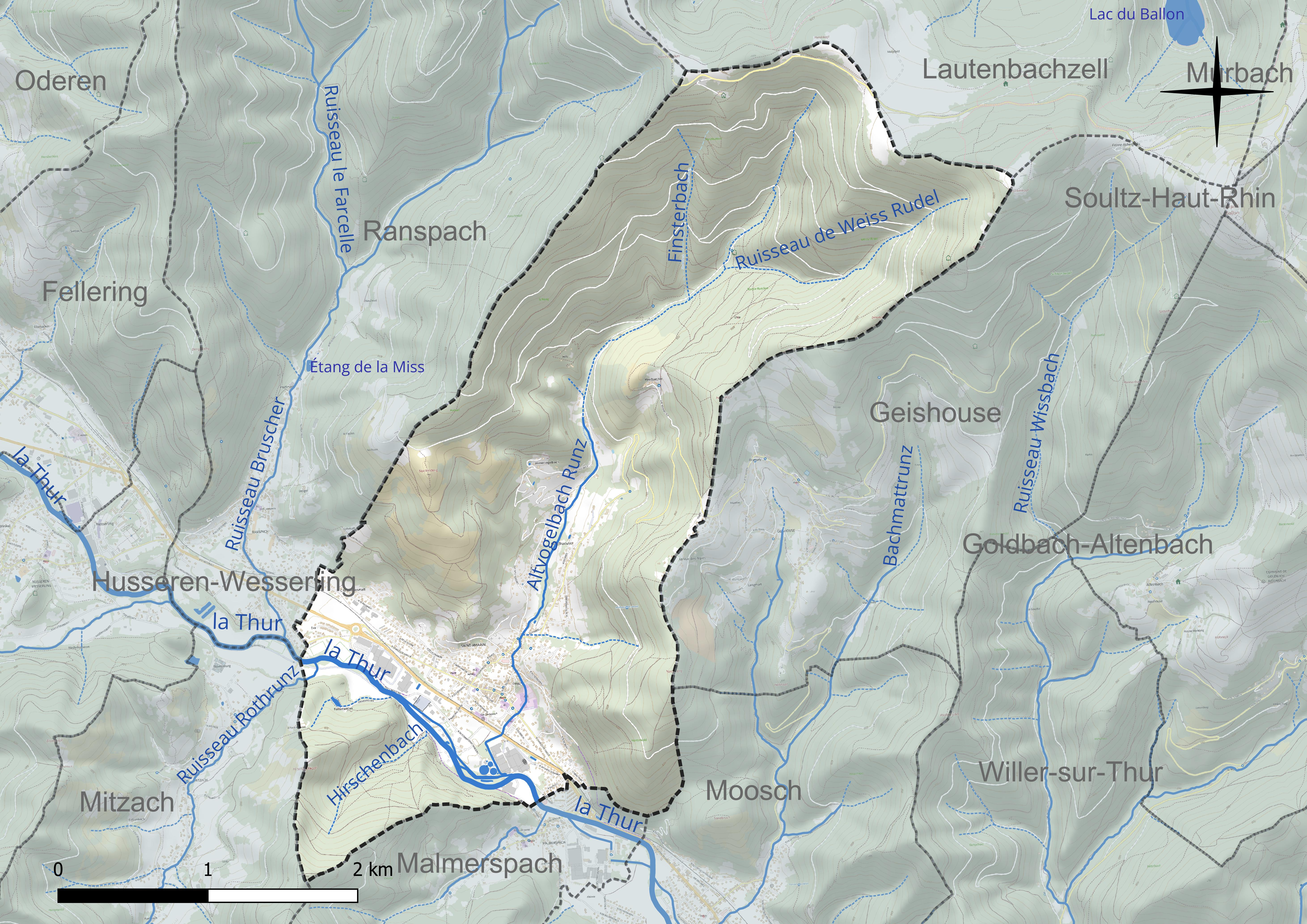
Réseau hydrographique de Saint-Amarin.

La commune est dans le bassin versant du Rhin au sein du bassin Rhin-Meuse. Elle est drainée par la Thur, le ruisseau Mordfeldfoch, le ruisseau de Weiss Rudel, le ruisseau Finsterbach, l'Altvogelbach Runzet le ruisseau Rothrunz,,.
Le principal cours d'eau de la commune est la Thur, affluent de l'Ill, qui passe en bordure ouest de l'agglomération, avec un écoulement orienté de nord-ouest vers sud-est. Cette rivière a longtemps fourni l'énergie nécessaire aux usines locales, en particulier aux entreprises textiles, qui ont été aménagées de part et d'autre des berges. D'une longueur de 53 km, ce cours d'eau prend sa source dans la commune de Wildenstein et se jette  dans l'Ill à Ensisheim, après avoir traversé 20 communes. Les caractéristiques hydrologiques de la Thur sont données par la station hydrologique située sur la commune de Willer-sur-Thur. Le débit moyen mensuel est de 5,12 m3/s. Le débit moyen journalier maximum est de 112 m3/s, atteint lors de la crue du 9 avril 1983. Le débit instantané maximal est quant à lui de 137 m3/s, atteint le même jour.
Le  Vogelbach est une rivière de quelques kilomètres qui prend sa source au pied du Hundskopf, à plus de mille mètres d'altitude. Il passe au cœur du village et se love autour du château, avant de s'écouler vers la Thur avec laquelle il conflue par la rive gauche.  Le Vogelbach, comme la Thur, est soumis à des sautes de débit importantes, lors des fontes nivales de printemps, voire à l'occasion d'orages, aussi son cours est canalisé dans la partie aval et urbaine.
Le Hirschenbach est un ruisseau de quelques centaines de mètres qui prend sa source à 500 mètres d'altitude et se jette dans la Thur par la rive droite. Il tire sa notoriété locale par le bûcher de la Saint-Jean qui domine son vallon. La crémation des bûchers est une coutume ancestrale dans les villages de la vallée.  Avec les festivités qui entourent l'embrasement du bûcher, on célèbre ainsi le solstice d'été.

#### Gestion et qualité des eaux
Le territoire communal est couvert par le schéma d'aménagement et de gestion des eaux (SAGE) « Thur ». Ce document de planification concerne le bassin versant de la Thur. Ce territoire s'étend sur 544 km2. Le périmètre a été arrêté le 4 mars 1996 et le SAGE proprement dit a été approuvé le 14 mai 2001. La structure porteuse de l'élaboration et de la mise en œuvre est la Direction départementale de l'agriculture et de la forêt du Haut-Rhin. 
La qualité des cours d’eau peut être consultée sur un site dédié géré par les agences de l’eau et l’Agence française pour la biodiversité. 

### Climat
Pour des articles plus généraux, voir Climat du Grand Est et Climat du Haut-Rhin.
En 2010, le climat de la commune est de type climat de montagne, selon une étude du Centre national de la recherche scientifique s'appuyant sur une série de données couvrant la période 1971-2000. En 2020, Météo-France publie une typologie des climats de la France métropolitaine dans laquelle la commune est exposée à un climat semi-continental et est dans la région climatique  Vosges, caractérisée par une pluviométrie très élevée (1 500 à 2 000 mm/an) en toutes saisons et un hiver rude (moins de 1 °C). 
Pour la période 1971-2000, la température annuelle moyenne est de 9,3 °C, avec une amplitude thermique annuelle de 16,6 °C. Le cumul annuel moyen de précipitations est de 1 447 mm, avec 13,3 jours de précipitations en janvier et 10,8 jours en juillet. Pour la période 1991-2020, la température moyenne annuelle observée sur la station météorologique de Météo-France la plus proche, « Bits.-lès-Thann », sur la commune de Bitschwiller-lès-Thann à 6 km à vol d'oiseau, est de 10,0 °C et le cumul annuel moyen de précipitations est de 1 309,4 mm. 
La température maximale relevée sur cette station est de 38,9 °C, atteinte le 7 août 2015 ; la température minimale est de −19,5 °C, atteinte le 12 janvier 1987,,. 
Les paramètres climatiques de la commune ont été estimés pour le milieu du siècle (2041-2070) selon différents scénarios d'émission de gaz à effet de serre à partir des nouvelles projections climatiques de référence DRIAS-2020. Ils sont consultables sur un site dédié publié par Météo-France en novembre 2022.

## Urbanisme

### Typologie
Au 1er janvier 2024, Saint-Amarin est catégorisée petite ville, selon la nouvelle grille communale de densité à sept niveaux définie par l'Insee en 2022.
Elle appartient à l'unité urbaine de Saint-Amarin, une agglomération intra-départementale regroupant neuf  communes, dont elle est ville-centre,,. Par ailleurs la commune fait partie de l'aire d'attraction de Mulhouse, dont elle est une commune de la couronne,. Cette aire, qui regroupe 132 communes, est catégorisée dans les aires de 200 000 à moins de 700 000 habitants,.

### Occupation des sols

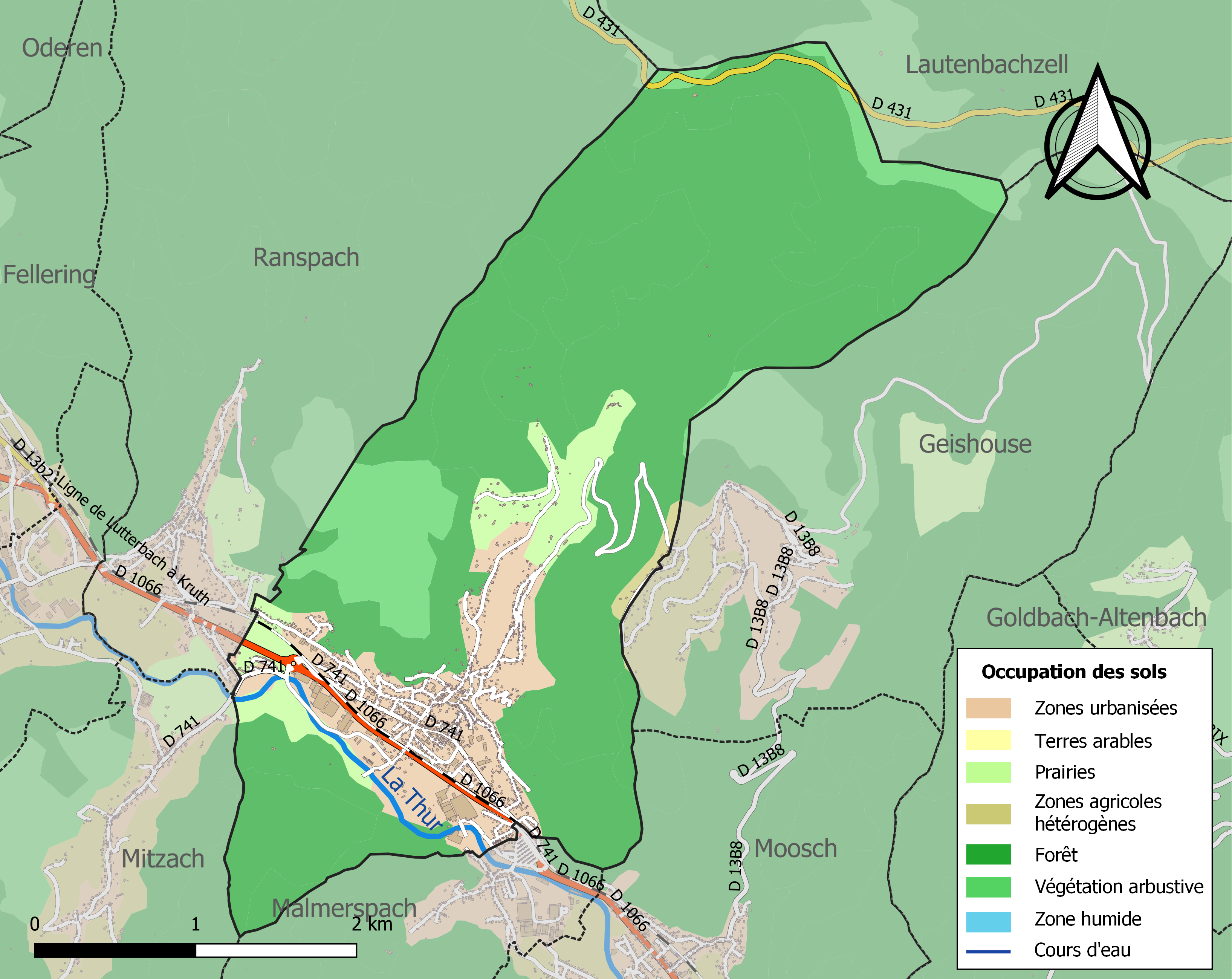
Carte des infrastructures et de l'occupation des sols de la commune en 2018 (CLC).

L'occupation des sols de la commune, telle qu'elle ressort de la base de données européenne d’occupation biophysique des sols Corine Land Cover (CLC), est marquée par l'importance des forêts et milieux semi-naturels (79,6 % en 2018), une proportion sensiblement équivalente à celle de 1990 (79,8 %). La répartition détaillée en 2018 est la suivante : 
forêts (71,7 %), zones urbanisées (12,8 %), milieux à végétation arbustive et/ou herbacée (7,9 %), prairies (6,1 %), zones industrielles ou commerciales et réseaux de communication (0,9 %), zones agricoles hétérogènes (0,6 %). L'évolution de l’occupation des sols de la commune et de ses infrastructures peut être observée sur les différentes représentations cartographiques du territoire : la carte de Cassini (XVIIIe siècle), la carte d'état-major (1820-1866) et les cartes ou photos aériennes de l'IGN pour la période actuelle (1950 à aujourd'hui).

## Toponymie
- Doroangus en 668 (Cloroangus, du celtique tuar = maison), Sanctus Amarinus (vers 1135), Sand Heimmerin (1316), Saint Amarin (1793).

## Histoire
Cette vallée fut déjà visitée et occupée par les Romains.  Au début du VIIe siècle, un pieux ermite nommé Marin avait bâti une cellule près de Doroangus. Étant tombé malade, il eut la visite de saint Prix, également appelé Project, évêque de Clermont qui, de la cour de Childéric II roi d'Austrasie, s'en retournait en Auvergne. Le saint prélat le guérit de la fièvre. Pour lui témoigner sa reconnaissance, Marin le reconduisit dans son diocèse. Mais arrivé à Volvic en Auvergne, les deux voyageurs furent assaillis par des brigands qui s'en prirent d'abord à l'ermite. Project, voyant l'erreur de ces gens, s'écria : je suis celui que vous cherchez. À ces mots, il tomba sous les coups du brigand nommé Radbert. Son ami et l'acolyte Elidus le suivirent de près. Rapportées à Doroangus, les reliques de Marin furent honorées en cet endroit, qui lui dut son nom. Ceci se passait en 676. Le monastère de Saint-Amarin fut plus tard régularisé par les abbés de Murbach, transformé au XIIe siècle en un chapitre de chanoines dépendant de cette abbaye, qui possédait le village fondé autour du couvent et toute la vallée. Au XIIIe siècle, grâce à l'ouverture du col du Saint-Gothard, la route de la vallée de Saint-Amarin s'ouvrit au commerce international entre l'Italie et la Flandre. Pour en profiter, l'abbé de Murbach établit un péage, gardé par le château de Friedburg (avant 1255), et le défendit avec succès contre les convoitises des comtes de Ferrette et des seigneurs de Saint-Amarin. Saint-Amarin fut fortifié entre 1240 et 1260 mais déclina après que le chapitre eut été transféré à Thann en 1441.
Totalement dépeuplé par les guerres du XVIIe siècle, Saint-Amarin s'industrialisa au XIXe siècle grâce à d'anciennes mines d'argent, cuivre, plomb, cobalt, zinc.
Intégrée à l'Empire allemand après la guerre de 1870, Saint-Amarin fera partie des rares communes alsaciennes libérées par l'armée française dès août 1914.
La commune a été décorée le 30 janvier 1923 de la croix de guerre 1914-1918.

## Politique et administration

### Budget et fiscalité 2014

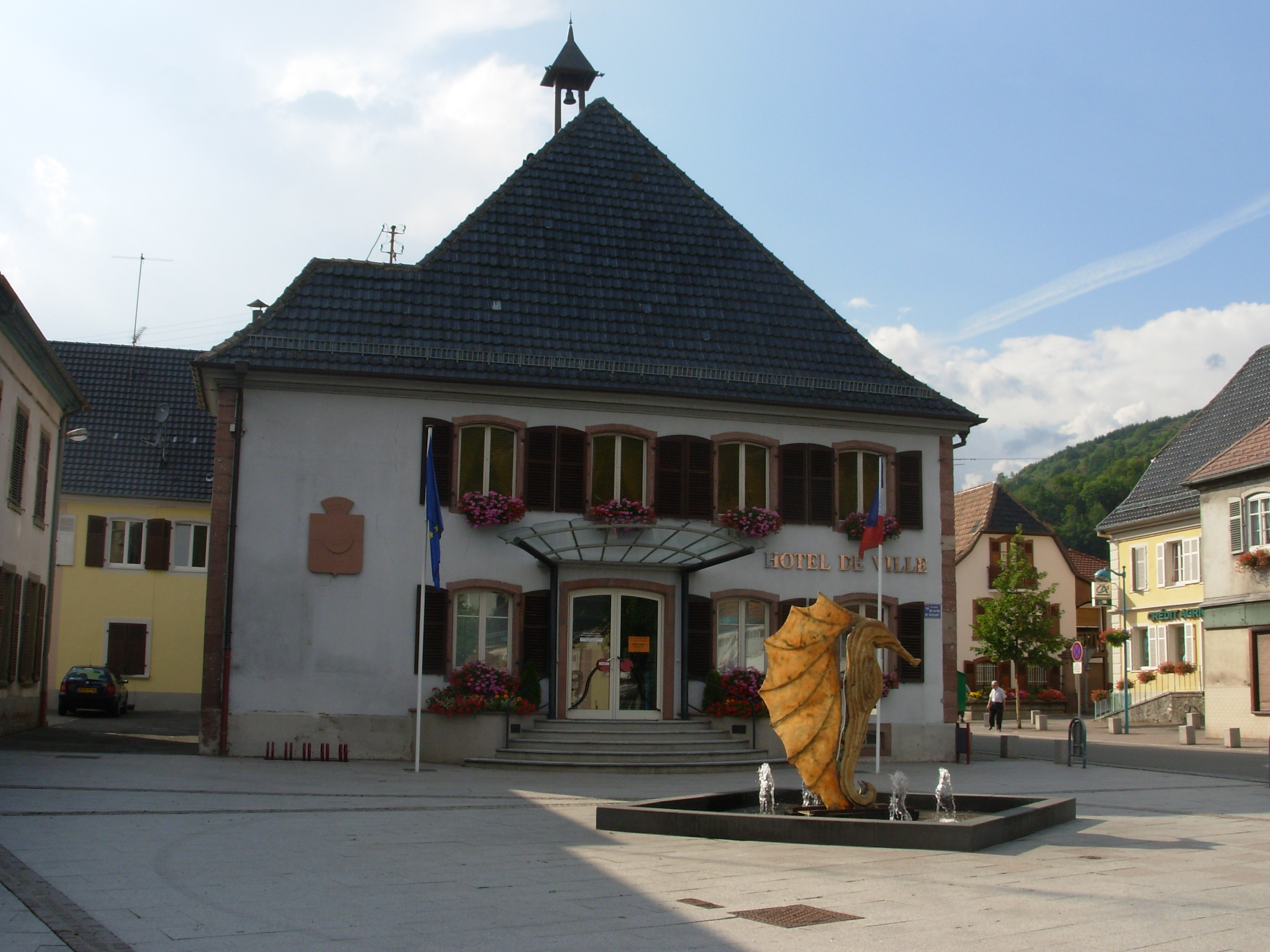
Hôtel de ville de Saint-Amarin.

En 2014, le budget de la commune était constitué ainsi :
- total des produits de fonctionnement : 1 908 000 €, soit 792 € par habitant ;
- total des charges de fonctionnement : 1 571 000 €, soit 652 € par habitant ;
- total des ressources d’investissement : 308 000 €, soit 128 € par habitant ;
- total des emplois d’investissement : 296 000 €, soit 123 € par habitant.
- endettement : 981 000 €, soit 407 € par habitant.

Avec les taux de fiscalité suivants :
- taxe d’habitation : 9,05 % ;
- taxe foncière sur les propriétés bâties : 12,66 % ;
- taxe foncière sur les propriétés non bâties : 75,86 % ;
- taxe additionnelle à la taxe foncière sur les propriétés non bâties : 0,00 % ;
- cotisation foncière des entreprises : 0,00 %.

### Liste des maires
| Période                                  | Période                   | Identité                                       | Étiquette | Qualité                                                                       |
| ---------------------------------------- | ------------------------- | ---------------------------------------------- | --------- | ----------------------------------------------------------------------------- |
| mars 1959                                | mars 1977                 | Adolphe Kern (1909-2003)                       | SE        | Chef de service, maire honoraire                                              |
| mars 1977                                | mars 1983                 | André Biehler                                  | SE        | Professeur d'allemand                                                         |
| mars 1983                                | juin 1995                 | Germain Klingelschmidt (1925-2020)             | SE        | Ancien secrétaire de mairie, 1er adjoint (1977 → 1983) Maire honoraire (2001) |
| juin 1995                                | mars 2001                 | Jean-Paul Horny                                | SE        | Maire honoraire                                                               |
| mars 2001                                | En cours (au 26 mai 2020) | Charles Wehrlen Réélu pour le mandat 2020-2026 | DVD       | Cadre retraité 1er vice-président de la CC de la Vallée de Saint-Amarin       |
| Les données manquantes sont à compléter. |                           |                                                |           |                                                                               |

### Jumelages
- Auxerre (France)

## Population et société

### Démographie
L'évolution du nombre d'habitants est connue à travers les recensements de la population effectués dans la commune depuis 1793. Pour les communes de moins de 10 000 habitants, une enquête de recensement portant sur toute la population est réalisée tous les cinq ans, les populations de référence des années intermédiaires étant quant à elles estimées par interpolation ou extrapolation. Pour la commune, le premier recensement exhaustif entrant dans le cadre du nouveau dispositif a été réalisé en 2006.

En 2022, la commune comptait 2 184 habitants, en évolution de −4,13 % par rapport à 2016 (Haut-Rhin : +0,66 %, France hors Mayotte : +2,11 %).
| 1793  | 1800  | 1806  | 1821  | 1831  | 1836  | 1841  | 1846  | 1851  |
| ----- | ----- | ----- | ----- | ----- | ----- | ----- | ----- | ----- |
| 3 672 | 1 398 | 1 380 | 1 652 | 1 995 | 1 894 | 1 891 | 1 915 | 2 166 |

| 1856  | 1861  | 1866  | 1871  | 1875  | 1880  | 1885  | 1890  | 1895  |
| ----- | ----- | ----- | ----- | ----- | ----- | ----- | ----- | ----- |
| 2 231 | 2 296 | 2 314 | 2 243 | 2 025 | 2 149 | 2 145 | 2 179 | 2 196 |

| 1900  | 1905  | 1910  | 1921  | 1926  | 1931  | 1936  | 1946  | 1954  |
| ----- | ----- | ----- | ----- | ----- | ----- | ----- | ----- | ----- |
| 2 298 | 2 267 | 2 203 | 2 071 | 2 104 | 2 082 | 2 001 | 1 848 | 1 996 |

| 1962  | 1968  | 1975  | 1982  | 1990  | 1999  | 2006  | 2011  | 2016  |
| ----- | ----- | ----- | ----- | ----- | ----- | ----- | ----- | ----- |
| 2 044 | 2 013 | 2 035 | 2 305 | 2 400 | 2 440 | 2 486 | 2 353 | 2 278 |

| 2021  | 2022  | - | - | - | - | - | - | - |
| ----- | ----- | - | - | - | - | - | - | - |
| 2 200 | 2 184 | - | - | - | - | - | - | - |

### Enseignement
Collège public d'enseignement secondaire Robert Schuman.
Il compte plus de 600 élèves en 2013.

## Économie

### Entreprises et commerces
- Usine DMC Concord (groupe Bernard Krief), anciennement SAIC Velcorex (textile)[36],[37].
- Usine Garnier Ponsonnet Vuillard, anciennement les « Enveloppes Vuillard » (EVA) (papier à lettres)[38].
- Restaurants et Fermes Auberges de la vallée de Saint Amarin :
  - Hôtel[39].
  - Auberge[40].

## Culture locale et patrimoine

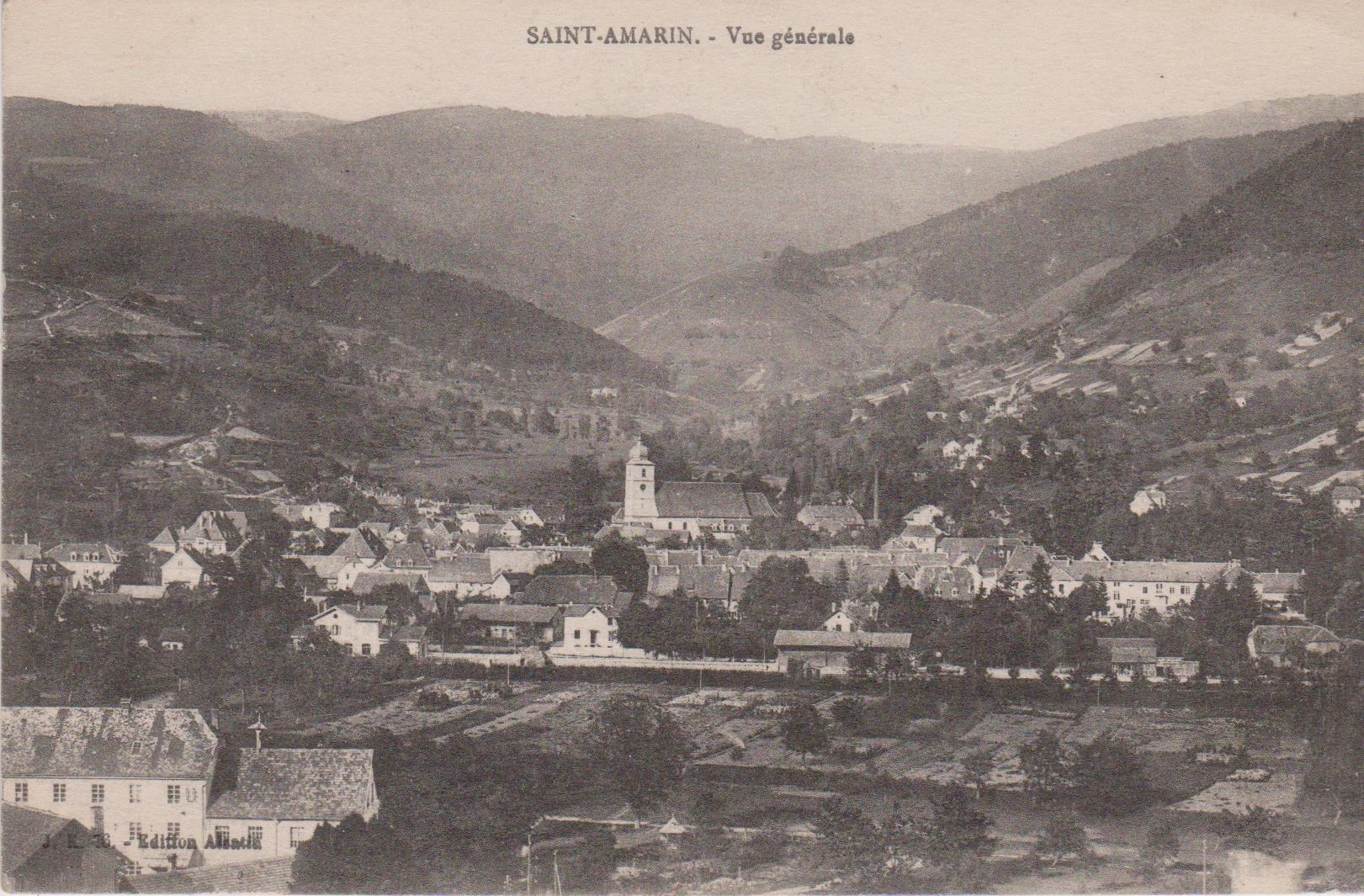
Saint-Amarin en 1917

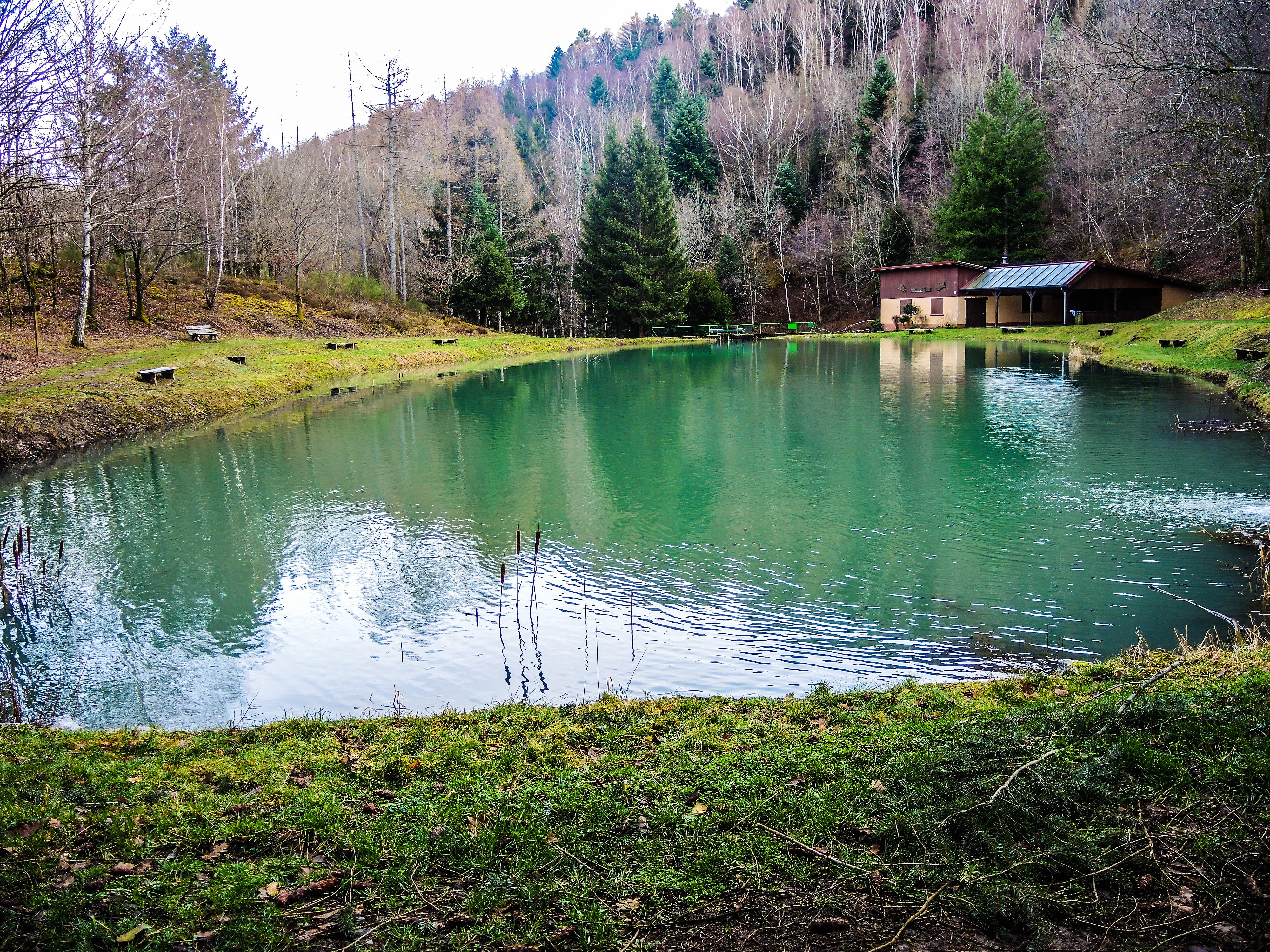
Etang du Firmenweiher

### Lieux et monuments
- Aspect actuel de l'ancien château du FriedbergL'hôtel de ville XVIIIe siècle[41].

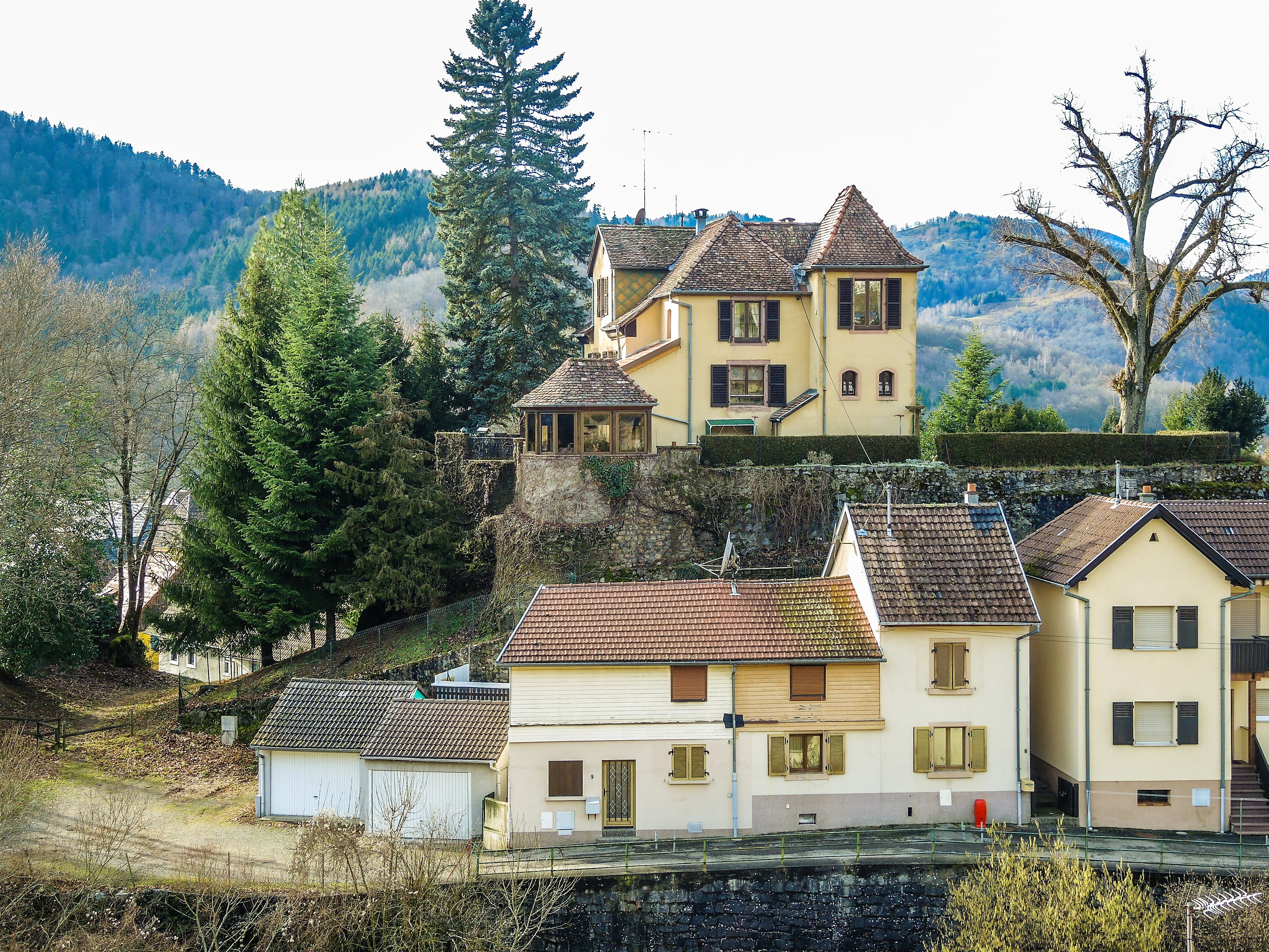
Aspect actuel de l'ancien château du Friedberg

- L'église Saint-Projet-Saint-Amarin[42],
  - son orgue de Martin Rinckenbach de 1897[43],[44],
  - et son presbytère[45].
- Cimetière[46] et monuments commémoratifs[47],[48].
- Château fort dit Château de Friedberg[49],[50].
- Voie romaine (vestiges)[51].
- Étang du Firmenweiher creusé au début des années 1970[52].
- Musée Serret[53].

L'église Saint-Projet et Saint-Amarin
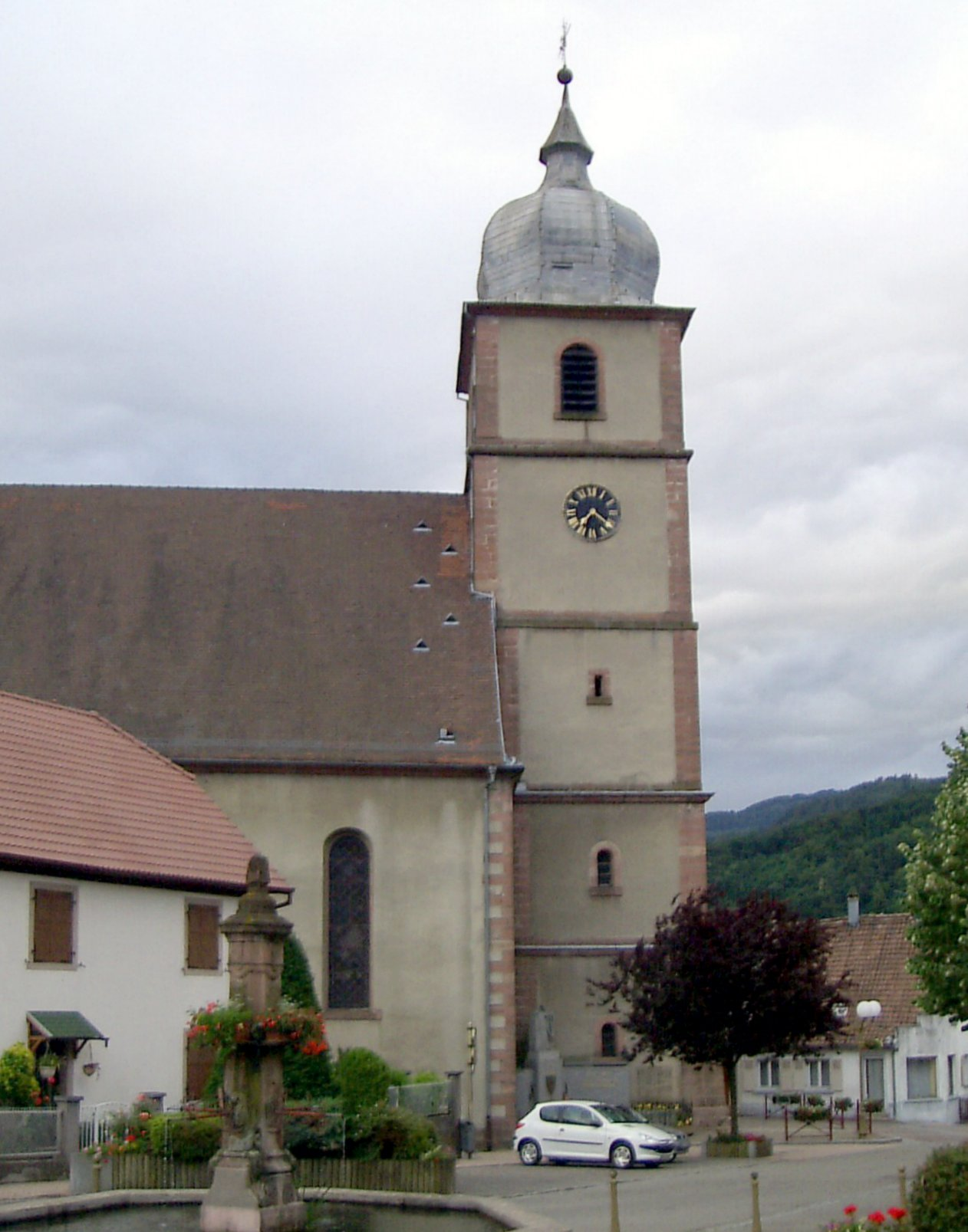
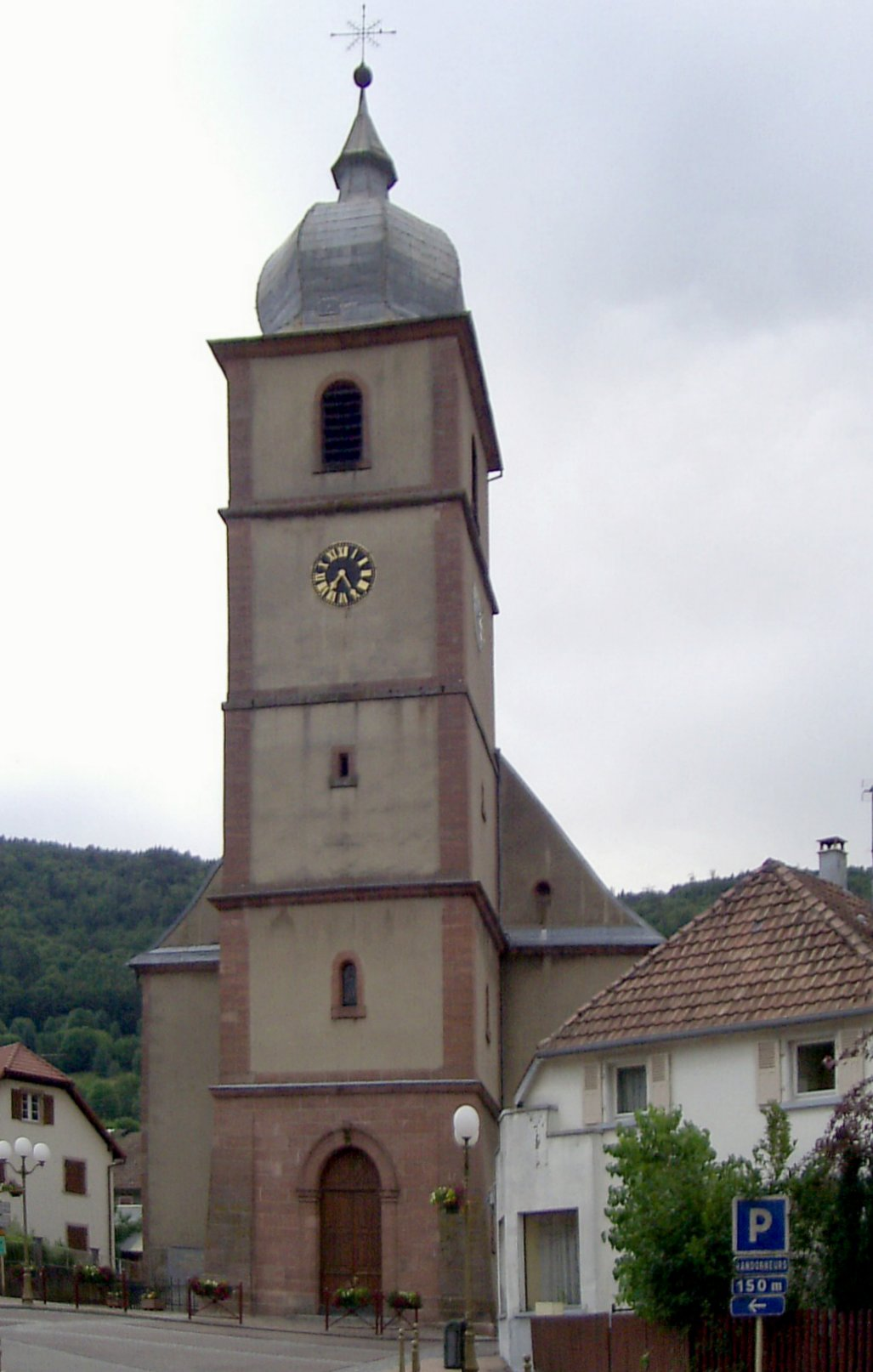

### Personnalités liées à la commune
- Mgr Pierre Bockel, ancien archiprêtre de la cathédrale de Strasbourg, résistant durant la guerre 1939-1945, écrivain et journaliste, né le 3 octobre 1914 à Saint-Amarin où sa famille était réfugiée durant la guerre 1914-18, mourut le 13 août 1995 à Strasbourg ; il a été honoré par l’État d’Israël du titre de « Juste parmi les Nations » en 1988.
- Marcel Kibler (1904-1992), résistant français pendant la Seconde guerre mondiale, chef des Forces françaises de l'intérieur d' Alsace (FFIA) et un des fondateurs de la Septième colonne d'Alsace (Réseau Martial) ainsi que des Groupes mobiles d'Alsace (GMA).

### Héraldique, logotype et devise
| Blason de Saint-Amarin | Les armes de Saint-Amarin se blasonnent ainsi : « Coupé de gueules et d'azur, un croissant d'argent brochant sur sa partition. » |

## Pour approfondir